# Mágica (cortometraje)
Mágica es un cortometraje argentino de ficción que se filmó en Argentina durante 2012, el mismo está dirigido por Guido Simonetti y escrito por Viviana Nigro. El corto se estrenó el 12 de diciembre de 2012 en Cinecolor Argentino en Buenos Aires. El propósito del corto es concientizar a través del mismo sobre la importancia de la donación de órganos.

## Sinopsis
Lucía (Camila Sosa), es una niña que quiera ser “mágica” para, de la misma manera que Yepeto lo hizo con Pinocho, poder regalar vida a los otros. 

## Reparto
- Camila Sosa - Lucía
- Celina Font - Sandra
- Cristina Pérez - Maestra
- Adrián Puente - Periodista
- Claudio Baldrich - Portero
- Sandra Mihanovich - Itérprete de tema de cierre: "Somos parte de lo mismo"